# Pomasia pulchrilinea
Pomasia pulchrilinea là một loài bướm đêm trong họ Geometridae.